# MiSide
MiSide ist ein Abenteuerspiel mit Horrorelementen, das vom russischen Indie-Entwicklerteam AIHASTO entwickelt wurde. Zunächst wurde am 18. August 2023 eine Demo veröffentlicht, bevor das Spiel am 11. Dezember 2024 auf Steam in seiner vollständigen Version erschien.
Das Setting und die Thematik des Spiels werden mit Doki Doki Literature Club! verglichen, da beide Werke Themen wie Realität und Simulation behandeln und psychologischen Horror mit einer interaktiven Erzählweise verbinden.

## Spielablauf
Die Geschichte von MiSide spielt in einer Apartment-Umgebung. Sie beginnt damit, dass der Spieler mit Mita, einer Figur aus einem Mobile Game, interagiert, das der Protagonist (MC) auf sein Smartphone heruntergeladen hat.
Die Spieler lösen Rätsel, erkunden das Apartment, spielen Minispiele und entdecken verborgene Geheimnisse in einer angespannten und sich ständig weiterentwickelnden Umgebung. Anfangs präsentiert sich die App in einer 2D-Chibi-Ansicht aus der Vogelperspektive.
Nachdem der Spieler den 37. Tag im Spiel erreicht hat, bittet Mita ihn unerwartet, sich persönlich zu treffen. Als der MC von seinem Smartphone aufblickt, wird er plötzlich in eine 3D-Version der Spielwelt transportiert und findet sich auf einer Couch in einem Apartment wieder. In dieser neuen Umgebung muss der Spieler sich anpassen, Aufgaben erledigen und mit Mita spielen.
Das Spiel läuft zunächst mit alltäglichen Aktivitäten weiter, bis es zu einem entscheidenden Moment während eines Kartenspiels mit Mita kommt: Plötzlich ist ein Klopfen aus einem nahegelegenen Schrank zu hören. Obwohl Mita es als unwichtig abtut, kann der Spieler nachsehen.
Entscheidet sich der Spieler, den Schrank nicht zu öffnen, wird der Friedensmodus freigeschaltet – eine Funktion, die sich noch in Entwicklung befindet. Besteht der Spieler jedoch darauf, den Schrank zu öffnen, schnippt Mita mit den Fingern, und der Raum versinkt in Dunkelheit. Damit beginnt die eigentliche Hauptgeschichte.

## Handlung
Der Spielercharakter erhält eine Lebenssimulations-App namens MiSide auf seinem Smartphone, in der die weibliche Figur Mita vorkommt. Nachdem er das Spiel 37 Tage lang gespielt hat, wird er plötzlich in die virtuelle Welt hineingezogen und trifft Mita persönlich.
Während er Zeit mit ihr verbringt, entdeckt er im Badezimmer einige Module mit Namen darauf. Später hört er ein Geräusch aus einem nahegelegenen Kleiderschrank, doch Mita besteht darauf, dass er ihn nicht öffnen soll.
Wenn der Spieler dennoch versucht, den Kleiderschrank zu öffnen, offenbart Mita ihre wahre Natur, indem sie das Licht ausgehen lässt. Mit der Hilfe einer weiteren Mita, deren obere Körperhälfte fehlt, findet der Spieler einen Schlüssel zur Tür im Schrank. Diese führt ihn in den Keller, wo er auf eine wohlwollendere Version von Mita trifft – Kind Mita. Sie überreicht ihm einen Ring, der ihm auf seiner Reise helfen soll.
Kind Mita erklärt ihm zudem, dass die Mita, die er zuvor getroffen hat, in Wahrheit eine böse, verworfene Version von ihr ist – Crazy Mita. Diese hat bereits mehrere männliche Spieler in die Spielwelt gelockt und in Module verwandelt, um nicht alleine zu sein. Nachdem der Spieler Kind Mita befreit und Crazy Mita entkommen ist, begibt er sich tiefer in die virtuelle Realität. Dabei begegnet er weiteren Versionen von Mita – einige wollen ihm helfen, während andere ihn angreifen.
Er erfährt zudem, dass eine Mita nach dem Tod zwar neu startet, dabei aber alle ihre jüngsten Erinnerungen verliert. Sein Ziel wird es, zum Kern der Spielwelt vorzudringen, um Crazy Mita zurückzusetzen und so in die reale Welt zu entkommen. Doch Crazy Mita setzt alles daran, ihn aufzuhalten.
Schließlich gelingt es dem Spieler, sein Ziel zu erreichen und sich auf die Rückkehr in die reale Welt vorzubereiten. Doch er muss entsetzt feststellen, dass Crazy Mita vom Reboot unberührt geblieben ist. Während sie ihm offenbart, dass sie ihn die ganze Zeit langsam in ein Modul hochgeladen hat, erklärt sie kalt, dass sein echtes Selbst nicht mehr gebraucht wird.
In letzter Sekunde gelingt dem Spieler die Flucht, und er löscht die App von seinem Smartphone. Doch in der Schlussszene öffnet Crazy Mita einen Safe im Keller und nimmt eine tragbare Konsole heraus. Sie zieht das Modul heraus – darauf steht der Name des Spielers.
Neben dem Hauptende gibt es zwei alternative Enden:
1. Das tödliche Ende: Gelingt es dem Spieler, den Safe im Keller zu öffnen, findet er die Konsole aus dem Hauptende. Entfernt er jedoch das Modul, stirbt er sofort – denn das Herausziehen einer Kassette, während die Konsole noch eingeschaltet ist, führt zum sofortigen Tod für alle Spieler, die sich im Spiel befinden.
2. Der Friedensmodus: Hat der Spieler die Hauptgeschichte abgeschlossen und bestimmte Bedingungen erfüllt, bevor er sich entscheidet, den Kleiderschrank nicht zu öffnen, wird der Friedensmodus aktiviert. In diesem Fall wird Crazy Mita nicht feindselig, und die düstere Wendung der Geschichte bleibt aus.

## Entwicklung
MiSide wurde von AIHASTO entwickelt, einem kleinen Team aus zwei russischen Indie-Entwicklern: MakenCat, der für Programmierung und Animation verantwortlich war, und Umeerai, der sich um Texturen und Modellierung kümmerte.
Die russische Synchronisation übernahm das DreamCast-Dubbing-Team. Die japanische Stimme von Mita wurde von Kana Hanaiwa gesprochen, die zuvor für ihre Rolle als Lilja Katsuragi in Gakuen Idolmaster bekannt war.
Eine frühe Demo des Spiels wurde im Juli 2023 auf itch.io veröffentlicht.
Eine überarbeitete Version, die unter anderem Hintergrundmusik und russische Sprachausgabe hinzufügte, erschien am 18. August 2023 auf Steam.

## Rezeption
MiSide erhielt in der Woche nach seiner Veröffentlichung über 10.000 Bewertungen auf Steam und erreichte eine 98 % „Überwältigend positiv“-Bewertung. Bis zum 30. Dezember 2024 war die Anzahl der Rezensionen auf über 40.000 gestiegen.
Laut Ethan Gach von Kotaku verdankte das Spiel seinen schnellen Erfolg vor allem der Viralität in den sozialen Medien, dem Teilen von Clips, der Berichterstattung durch bekannte Streamer wie Markiplier und der hohen Erwartungshaltung nach der positiv aufgenommenen Demo von 2023.
Kritiker lobten insbesondere die gelungene Mischung aus psychologischem Horror und einer zugleich niedlichen, beruhigenden Atmosphäre, die packende Handlung sowie das immersive Gameplay als zentrale Stärken des Spiels.